# What's a Nice Girl Like You Doing in a Place Like This?
What's a Nice Girl Like You Doing in a Place Like This? è un cortometraggio del 1963 diretto da Martin Scorsese. È il primo corto ufficiale girato dal regista statunitense, che lo ha definito «una variazione sull'ultima sequenza di Jules e Jim».

## Trama
Harry è un aspirante scrittore in crisi, che fissa costantemente un quadro raffigurante un uomo in barca. Dopo due giorni di catatonia, Harry accende la televisione, cambiando ripetutamente canale. Gradualmente l'uomo smette di mangiare, di dormire e di scrivere e torna a fissare il quadro. Per distrarsi organizza una festa, durante la quale lui continua a fissare il quadro. All'improvviso arriva una ragazza che si piazza di fronte al quadro e inizia a baciare Harry. Successivamente i due si sposano e Harry progetta un libro autobiografico, mentre la moglie toglie il quadro dalla parete e inizia a dipingere fiori, uccelli e alberi. Quando appare un quadro che raffigura il mare, Harry vi entra dentro.

## Produzione
Il corto fu realizzato durante il seminario estivo della New York University. Consta di nove minuti realizzati tramite immagini fisse, animazioni ed effetti speciali accompagnati da una voce fuori campo. La storia è ispirata ai lavori televisivi di Mel Brooks e Sid Caesar.
L'uomo nel quadro è interpretato dallo stesso Scorsese, non accreditato nei titoli del corto.